# Felice della Rovere
Felice della Rovere (Roma, 1483 circa – Roma, 27 settembre 1536) è stata una nobildonna italiana, figlia naturale di papa Giulio II (nato Giuliano della Rovere), e Signora di Bracciano come moglie di Gian Giordano Orsini.
Ben istruita e inserita nei più ambiti circoli sociali di Roma, sia grazie al legame col padre che con il marito Gian Giordano Orsini, IV signore di Bracciano; Felice fu una delle donne più potenti del Rinascimento italiano, esercitando potere e influenza sia all'interno che all'esterno della Curia, in particolare mediando la pace fra suo padre e Anna di Bretagna, regina di Francia, e mantenendo rapporti epistolari con tutte le principali personalità del suo tempo, compresa Caterina de' Medici, che sarebbe poi divenuta lei stessa regina di Francia. Tramite le sue azioni, rappresentò una versione femminile del cardinal nipote.
Aumentò le ricchezze di famiglia, di cui aveva il controllo, dando vita a un fiorente commercio di grano tramite il feudo di Castello di Palo, da lei acquisito; e anche dopo la morte del padre e del marito mantenne il suo ruolo di Signora di Bracciano e degli Orsini, continuando, seppur in modo ridotto, a influenzare la corte papale durante i regni di Leone X e Clemente VII.

## Biografia

### Origini
Felice nacque a Roma, nello Stato Pontificio, intorno al 1483. Suo padre era Giuliano della Rovere, membro dell'Ordine francescano e arcivescovo, nonché nipote di Papa Sisto IV, mentre sua madre era Lucrezia Normanni, nata a Trastevere e appartenente a una delle famiglie più antiche di Roma. È probabile che i due si conobbero a Trastevere, dove è noto che Giuliano si recava spesso, e intrecciarono una breve relazione che portò alla nascita di Felice. In seguito, Giuliano organizzò per Lucrezia un matrimonio con Bernardino de Cupis, maestro di palazzo dei della Rovere, e da questo matrimonio nacquero due figli, Giovanni Domenico e Francesca de Cupis. Felice crebbe agiatamente a Palazzo de Cupis di Piazza Navona, a Roma, usufruendo dei fondi messi a disposizione da Giuliano per il mantenimento suo e di suo madre. Nel 1494 suo padre tentò, senza successo, di deporre papa Alessandro VI (nato Rodrigo Borgia), così Felice venne trasferita, per la sua sicurezza, nella residenza dei della Rovere a Savona.

### Istruzione
Crescendo nel centro di Roma e figlia di un importante ecclesiastico, Felice fu circondata fin da bambina da ogni tipo di persone che frequentavano il Vaticano. Mostrò un sincero interesse per la letteratura, la poesia e le arti e le fu data possibilità di conoscere studiosi, scrittori e poeti come Giovanni Filoteo Achillini, che la citò nel poema Viridario, definendola come lodevole. Strinse anche amicizia con Scipione Carteromacho, il quale si occupava di fornirle materiale lettarario in latino e in volgare. Lettrice entusiasta, Felice possedeva un'ampia biblioteca che includeva classici, manoscritti antichi e testi meno noti, e usò le sue conoscenze e il suo patrimonio librario per entrare in confidenza con gli elitari circoli culturali dei Medici e dei Gonzaga.

### Presunto primo matrimonio
Sulla base del fatto che Felice rifiutò un gran numero di accordi matrimoniali, compreso quello col candidato favorito dal padre, Roberto Sanseverino, principe di Salerno, alcuni storici, fra cui Murphy, ipotizzano che Felice si sposò, intorno al 1497/1498, con un uomo ignoto, forse di Savona o Genova, che l'avrebbe lasciata vedova non oltre il 1502, senza figli e con il controllo della sua dote, dandole un'indipendenza finanziaria che sarebbe però durata solo finché fosse rimasta vedova e a cui era restia a rinunciare. Tuttavia, l'esistenza stessa di questo matrimonio resta fortemente contestata, data la mancanza di dettagli o prove documentali.

### Matrimonio con Gian Giordano Orsini
Nel 1503, Giuliano della Rovere venne eletto papa, col nome di Giulio II. Subito dopo, si dedicò a cercare un marito per la figlia, cosa che si rivelò complicata: Felice era non solo la figlia illegittima di un papa che non le mostrava grande affetto o favore (a differenza ad esempio del suo predecessore, Alessandro VI, coi figli Cesare, Giovanni e Lucrezia Borgia), ma aveva anche più di vent'anni, un'età all'epoca considerata avanzata per una sposa.
Alla fine, nel 1505, venne stipulato un fidanzamento fra Felice e Gian Giordano Orsini, signore di Bracciano, che aveva vent'anni più di lei, era al secondo matrimonio e aveva già un erede maschio, Napoleone Orsini, oltre a due figlie, Francesca e Carlotta; ma era anche a capo di una delle famiglie più potenti di Roma. Il matrimonio era considerato vantaggioso sia per Felice, perché le avrebbe permesso di rimanere a Roma, che per Giulio II, perché gli permise di riconciliare le famiglie Orsini e Colonna, organizzando, in parallelo a quello di Felice, un secondo matrimonio fra sua nipote Lucrezia e uno dei Colonna.
Per le nozze, Felice ricevette in dote 15.000 ducati, un valore inferiore alla dote di Lucrezia, che consisteva in 10.000 ducati, ma con in aggiunta un palazzo a Roma, presso la Chiesa dei Dodici Apostoli, e la città di Frascati. In più, Giulio proibì che il matrimonio di Felice, celebrato il 25 maggio 1506 nella Cancelleria (oggi Palazzo Sforza-Cesarini), allora in rovina, fosse festeggiato pubblicamente, e non partecipò né alla cerimonia né al modesto banchetto che seguì. È probabile che il trattamento freddo di Giulio II nei confronti di Felice nascesse proprio dal desiderio di differenziarsi dal suo predecessore, Alessandro VI Borgia, che aveva invece elargito ai figli ogni genere di ricchezza e privilegio.
Inizialmente il matrimonio fu infelice, dal momento che Orsini era solito deridere sua moglie ricordandole il suo status di bastarda non voluta del papa, ma sembra che in seguito imparò ad apprezzare le qualità di Felice, soprattutto in ambito della gestione famigliare e della diplomazia, e la incoraggiò a perseguire le proprie ambizioni. In ogni caso, Felice si prodigò per avere un figlio maschio, che le avrebbe garantito il mantenimento del potere e della ricchezza acquisiti col matrimonio, soprattutto se fosse riuscita a escludere dalla successione il figliastro Napoleone, come era previsto dalle clausole del contratto matrimoniale. Riuscì nel suo intento solo nel 1512, dopo aver partorito una figlia nel 1507 e un figlio morto neonato nel 1508. Sarebbe poi seguito un altro figlio e una seconda figlia, per un totale di cinque figli, quattro dei quali sopravvissuti.
Felice si rivelò una madre molto attenta e presente, svolgendo anche compiti che all'epoca le nobildonne solitamente delegavano alla servitù. Si occupò di nominarli, privilegio di solito concesso ai padrini di battesimo, si occupò in prima persona della loro educazione, sorvegliando attentamente l'assunzione e l'operato delle balie, e gestì egregiamente il loro patrimonio fino alla maggiore età.

### Riconciliazione con Giulio II
Il trattamento riservatole da suo padre in occasione delle sue nozze ferì profondamente Felice, che in seguito rifiutò di vedere il padre per alcuni mesi. Alla fine Giulio II, pentito, nell'estate 1506 invitò la nuova coppia in Vaticano, dove indisse un sontuoso banchetto in onore di Felice.
Da quel momento, Giulio II invitò spesso sua figlia come ospite d'onore a feste in tutta Roma, dove spesso era l'unica donna presente, e la ricoprì di doni, fra cui gioielli lussuosi, ingenti somme di denaro e quello che sarebbe divenuto uno dei beni più preziosi di Felice, una croce di diamanti che era stata donata originariamente dalla Repubblica di Venezia.
Felice approfittò della nuova situazione per creare ed estendere la sua rete di conoscenze e influenze, raggiungendo una posizione di potere elevata all'interno della corte papale.

### Attività economiche

#### Castello di Palo
Fra la dote per le nozze e il ritrovato favore paterno, Felice entrò in possesso di un notevole patrimonio, che la rese una donna ricca a pieno titolo.
Nel 1509, mettendo a frutto le sue doti economiche, lo investì acquisendo come fonte di reddito il castello di Palo e il feudo ad esso associato. Grazie al padre, Felice trasformò il castello in una residenza papale e una riserva di caccia, status che mantenne anche sotto i successivi pontefici, e lo sfruttò come base per aumentare il suo potere e la sua influenza, sia economica che politica, e di riflesso quella dei della Rovere, ospitando regolarmente ospiti di alto profilo. Dopo la morte del padre, Felice negoziò con il suo successore Leone X (eletto alla morte di Giulio II nel 1513) perché pagasse il restauro del castello per convertirlo in una tenuta di lusso, in cambio del diritto di soggiornarvi gratuitamente.

#### Commercio di cereali
L'altro modo in cui Felice sfruttò il feudo di Palo fu convertendone i terreni per la produzione in massa di cereali, soprattutto grano e frumento, dando vita a un fiorente commercio che gestiva in prima persona, come dimostrano i documenti relativi alla crisi del grano del 1533 e 1534, quando, a causa di maltempo e sistemi di trasporto danneggiati, Roma iniziò a importare grano dal Nord Italia a un prezzo maggiorato. Questo costrinse Felice, in qualità di fornitrice locale, a contrattare duramente per ottenere un prezzo competitivo per le sue derrate, mentre contrattare era solitamente qualcosa che le donne, se costrette a fare, mediavano tramite terzo. L'esperienza accumulata negli affari da Felice le servì quando, rimasta orfana di padre nel 1513 e vedova nel 1517, prese in mano la gestione del patrimonio Orsini, oltre che del proprio, in nome dei figli minorenni.

### Negoziati con la Francia
Nel 1511, durante le guerre d'Italia, Giulio II decise di escludere la presenza francese nel nord Italia tramite un netto cambio di alleanze: sciolse la lega di Cambrai, istituita nel 1508 fra la Francia e lo Stato Pontificio contro Venezia, e creò invece proprio con quest'ultima la Lega Santa, facendosi quindi nemico il re francese Luigi XII. Quando lo Stato Pontificio perse Bologna, presa proprio dai francesi, Giulio II fu costretto a mandare in Francia un'ambasciata, che comprendeva il vescovo Andrew Forman e Gian Giordano Orsini. Giulio specificò inoltre che anche la figlia Felice doveva recarsi in Francia, dove rimase per due anni come principale interlocutrice della regina Anna di Bretagna.

### Vedovanza
Nel settembre 1517 Gian Giordano redasse testamento alla presenza del suo consigliere, Giovanni Roberto della Colle, nominando Felice reggente e signora degli Orsini in nome dei figli minorenni: "Lascerò mia moglie, cioè Madonna Felice, nominata Signora e Custode dei figli e della proprietà perché è stata una tale donna e una tale moglie, e merita così giustamente un tale onore". La decisione fu poi letta pubblicamente, così da semplificare il passaggio di potere, dal momento che Felice era una donna di nascita illegittima, e né una Orsini né una nobildonna romana.
Gian Giordano morì l'11 ottobre 1517, lasciando Felice come una delle donne più ricche e potenti di Roma, ruolo per cui si dimostrò sempre preparata grazie alla sua lunga formazione. Papa Leone X ratificò la sua nomina emanando una bolla in cui decretava che Felice sarebbe stata tutrice e custode dei figli di Gian Giordano Orsini finché fosse rimasta vedova.
La morte secondo alcuni improvvisa di Gian Giordano (Marin Sanudo registra che non fece in tempo a ricevere i sacramenti, sottintendento che era in salute) fece sorgere intorno a Felice sospetti di avvelenamento, e portò alcuni Orsini a sostenere come legittimo capo della famiglia il diciassettenne Napoleone, ma la mancanza di prove e il sostegno papale permisero a Felice di imporre la volontà del marito sui dissidenti.

### Rapporto col figliastro Napoleone
Con la nascita, nel 1512, del figlio di Felice, Francesco, Gian Giordano decise di diseredare il primogenito Napoleone, nato dalla prima moglie Maria Cecilia di Napoli (figlia naturale di Ferdinando I di Napoli), anche se in realtà a ereditare fu poi il secondogenito di Felice e Gian Giordano, Girolamo, dal momento che Francesco divenne ecclesiastico.
Questo creò una frattura fra gli Orsini e Felice, che era vista come l'influenza dietro questa decisione. Felice effettivamente vedeva Napoleone come un ragazzo aggressivo e violento e temeva che avrebbe fatto del male ai suoi figli. Per mantenerlo a distanza e soddisfarne le ambizioni economiche, lo fece nominare da Giulio II abate di Farfa, con una tenuta di 200 km quadri, e gli fece assegnare da Leone X una rendita mensile aggiuntiva di 1.000 ducati, ma per contenerne l'influenza fece anche sì che gli venisse negato il cardinalato. Napoleone sarebbe stato infine ucciso dal fratellastro Girolamo nel 1534, quando i due si scontrarono direttamente per la signoria di Bracciano.

### Matrimoni dei figli
Essendo ormai vedova, Felice si occupò di arrangiare matrimoni sia per i propri figli che per la figliastra ancora nubile, Carlotta.
Nel 1519, diede Carlotta in sposa a Gian Tommaso Pico di Mirandola, dopo essersi imposta con gli Orsini, dei quali necessitava del consenso non essendo la madre della ragazza, con una dote di 20.000 ducati.
La figlia maggiore di Felice, Giulia, sposò nel 1521 Pietro Antonio Sanseverino, principe di Bisignano. La sposa portò una dote di 40.000 ducati e la promessa del cardinalato per un Sanseverino, in cambio lo sposo versò 8.000 ducati a Leone X e 24.000 alla stessa Felice. Il matrimonio garantì a Felice un alleato nel sud Italia, ma la mise ancor più in contrasto con gli Orsini, che vedevano male tale alleanza ed erano offesi dal fatto che la dote di Giulia fosse il doppio di quella di Carlotta, nonché dalla promessa del cardinalato quando questo era stato negato a Napoleone.
A quel punto, Napoleone rinunciò ai voti e sposò Claudia Colonna, figlia di Giulio Colonna, signore di Montefortino, e di Maria Conti, da cui ebbe discendenza estinta nel 1665; ma in cambio dovette cedere le rendite di Farfa al fratellastro Francesco.
Nel 1534 Clarice, la figlia minore di Felice, sposò Luigi Carafa, fornendo a Felice un'alleanza con la Spagna e, di conseguenza, col potere imperiale, di cui necessitava dopo il Sacco di Roma.
Felice organizzò anche il fidanzamento fra suo figlio Girolamo, erede dei titoli paterni, e Francesca Sforza, figlia di Bosio II di Santa Fiora e Costanza Farnese (figlia naturale di Papa Paolo III), ma il matrimonio non si tenne fino al 1537, un anno dopo la sua morte.
Francesco intraprese invece la carriera ecclesiastica ed ebbe numerosa discendenza illegittima. Rinunciato ai voti, sposò in articulo mortis la sua amante Faustina di Bilizone, madre di almeno alcuni dei suoi figli.

### Il Sacco di Roma
Il 6 maggio 1527, la città di Roma fu saccheggiata dalle truppe di Carlo V in quello che divenne noto come il Sacco di Roma.
In quella data, Felice e i suoi figli non risiedevano a Palazzo Orsini, sul monte Giordano, ma erano tutti ospiti della madre di lei, Lucrezia Normanni, a Palazzo de Cupis. Questo salvò loro la vita, perché Palazzo Orsini fu uno dei primi a essere attaccati. A quel punto, la famiglia si divise per sesso e le donne, coi gioielli nascosti sotto poveri abiti, si rifugiarono in un palazzo ai Dodici Apostoli, di proprietà di Isabella d'Este, la quale offrì rifugio a oltre 2.200 nobili in fuga. Il palazzo fu assediato, ma fu permesso agli occupanti di pagare per la propria libertà, così Felice riscatto la propria famiglia e fuggì da Roma verso Civitavecchia, passando per Ostia, dove si riunirono ai membri maschili del gruppo. A quel punto Felice decise di allontanarsi ancora di più, perché aveva ricevuto notizia che Napoleone aveva radunato i suoi a Bracciano e temeva volesse approfittare del Sacco per ucciderla coi suoi figli, così da reclamare l'eredità degli Orsini. Andarono così a stare dai cugini nel Ducato di Urbino, che concedette loro un castello a Fossombrone, da dove Felice fornì supporto ad altri nobili in fuga da Roma, coordinando i rifornimenti e distribuendo denaro e altri beni.
Il Sacco terminò nel corso nel 1528, ma Felice permise il rientro a Roma solo molti mesi dopo, quando Napoleone fu scacciato da Bracciano dalla ritirata dell'esercito imperiale. Tornata a Roma, Felice diede fondo al suo patrimonio per ricostruire le tenute degli Orsini, sul monte Giordano e a Trinità dei Monti, principalmente per ragioni di immagine pubblica, ma questo la lasciò, per la prima volta nella sua vita, nella precarietà economica.

### Morte
Felice della Rovere morì il 27 settembre 1536 a Roma.

## Discendenza
Felice e Gian Giordano Orsini ebbero cinque figli:
- Giulia Orsini (1507 – 1537), sposò nel 1521 Pietro Antonio Sanseverino, IV principe di Bisignano, dal quale ebbe due figlie, Eleonora "Dianora", poetessa,  che sposò Ferdinando de Alarcón y Mendoza, e Felicia, che sposò Antonio Orsini, V Duca di Gravina.
- Giulio Orsini (agosto 1508 - 1508).
- Francesco Orsini (17 maggio 1512 - aprile 1560), signore di Vicovaro, abate di Farfa dal 1530 e vescovo di Tricarico dal 19 marzo 1539, venne spogliato delle cariche a favore del nipote Paolo Giordano da papa Paolo III il 7 marzo 1543. Ritorna in possesso di Vicovaro l'8 luglio 1558. Sposò in articulo mortis la sua amante Faustina di Bilizone, da cui aveva avuto discendenza che godette dell'usufrutto di Vicovaro fino all'estinzione, nel 1607.
- Girolamo Orsini (7 luglio 1513 - 3 novembre 1540), V signore di Bracciano, il 14 ottobre 1537 sposò Francesca Sforza di Santa Fiora (c. 1522 - 1548), figlia di Bosio II Sforza, XI conte di Santa Fiora, e Costanza Farnese, figlia naturale di Papa Paolo III, dalla quale ebbe due figli: Felicia (febbraio 1540 - 25 luglio 1596), che sposò Marcantonio II Colonna, I principe di Paliano, dal quale ebbe sette figli; e Paolo Giordano I Orsini, I duca di Bracciano, che sposò in prime nozze Isabella de' Medici, dalla quale ebbe una figlia e un figlio, e in seconde Vittoria Accoramboni, dalla quale non ebbe discendenza. Il 22 maggio 1534 gli vennero confiscati i beni e fu condannato a morte da papa Clemente VII per l'omicidio del fratellastro Napoleone, ma fu perdonato e riabilitato da papa Paolo III l'anno successivo. Morì per le conseguenze delle ferite riportate in un agguato.
- Clarice Orsini (1514 – ante 1562), sposò nel febbraio 1534 Luigi Carafa della Stadera, II principe di Stigliano, dal quale ebbe un figlio, Antonio.

I suoi discendenti si imparentarono, fra gli altri, con le famiglie Medici, Sforza, Borghese e Boncompagni-Ludovisi.

## Nell'arte

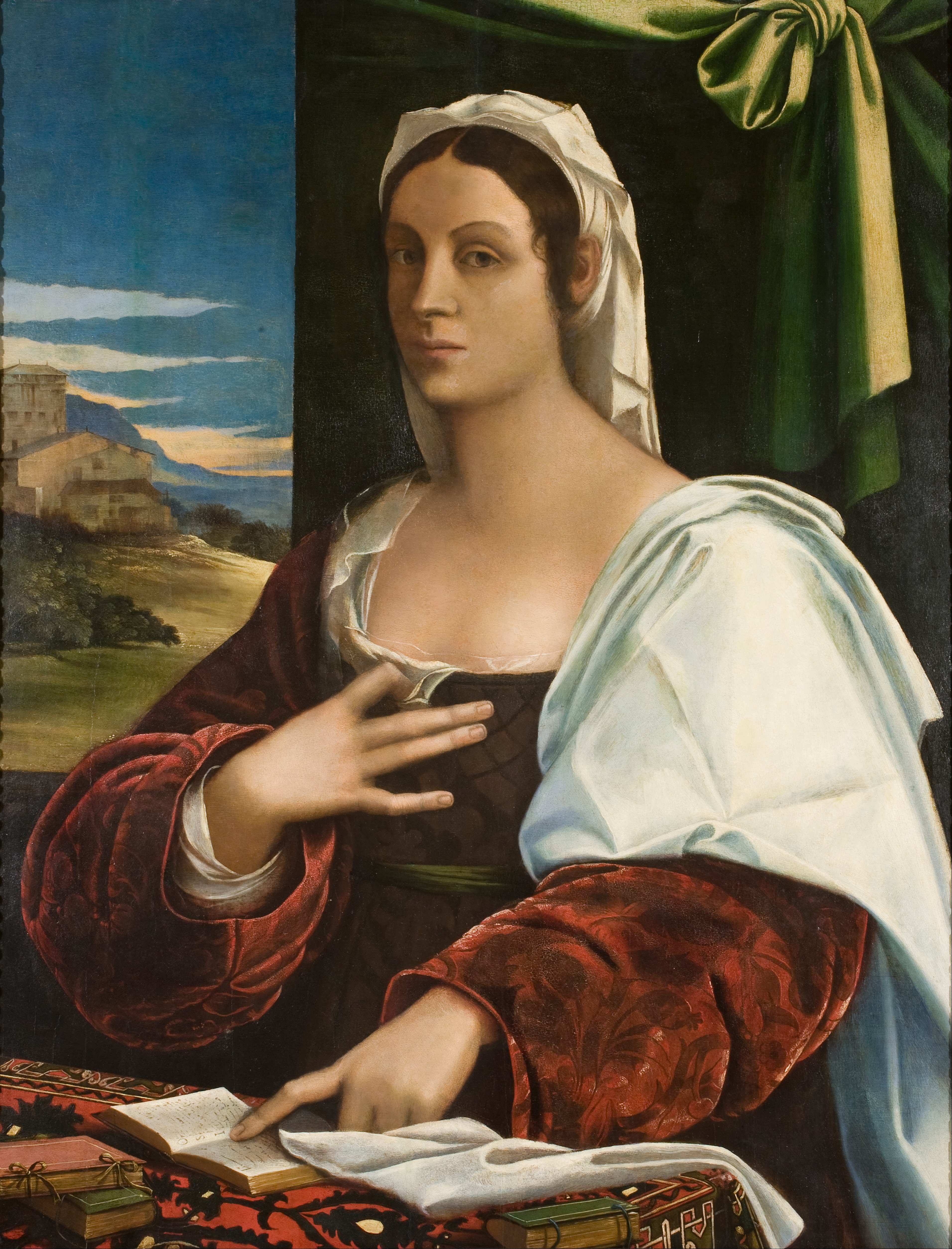
Ritratto di donna sconosciuta, Sebastiano del Piombo. Secondo Caroline P. Murphy, si tratterebbe di un ritratto di Felice della Rovere.

Non è noto alcun ritratto certo di Felice, tuttavia le sono state attribuite due rappresentazioni: una delle figure della Messa di Bolsena di Raffaello e un ritratto di donna di Sebastiano del Piombo.
La Messa di Bolsena fu commissionata a Raffaello da Giulio II nel 1512, e nella scena compaiono diversi esponenti maschili dei della Rovere, ma nessuna donna chiaramente identificabile. Secondo Murphy, tuttavia, Felice sarebbe da indicare nella donna in nero inginocchiata sulla sinistra, ai piedi di Giulio II, argomentando che è l'unica figura femminile dipinta in maniera dettagliata e che perciò doveva ritrarre una donna precisa, che fosse importante per il committente.
Per quanto riguarda il ritratto del Piombo, l'identificazione è stata suggerita per via della conoscenza fra il pittore e Felice e della somiglianza, in alcuni tratti, della donna ritratta con quella rappresentata da Raffaello.

## Eredità
Sebbene meno nota di contemporanee come Lucrezia Borgia e Isabella d'Este, Felice ebbe reputazione di donna influente e rispettata.
Traccia di ciò resta dai suoi rapporti epistolari, che includono Caterina de' Medici, futura regina di Francia. Da bambina, Caterina fu affidata per un periodo alle cure di Felice e in seguito scrisse per ringraziarla del trattamento ricevuto.
Corrispose regolarmente anche con i pontefici Leone X e Clemente VII, succeduti a suo padre, anche se rimase per lo più esclusa dalla politica sotto Adriano VI, il quale, essendo fiammingo, era al di fuori della rete di potere italiana e in particolare romana.
Anni dopo la sua morte, Felice fu ricordata da Francesco Sansovini nella sua Storia della casa degli Orsini, in cui annota che Felicia (figlia di Girolamo Orsini e nipote di Felice), condivideva con la nonna sia il nome che le buone maniere e la reputazione.

## Ascendenza
|                        |   |                   | Genitori          |  |  | Nonni |  |  | Bisnonni                       |  |  | Trisnonni |  |
|                        |   |                   |                   |  |  |       |  |  | Leonardo Beltramo della Rovere |  |  | …         |  |
|                        |   |                   |                   |  |  |       |  |  | Leonardo Beltramo della Rovere |  |  | …         |  |
|                        |   | …                 |                   |  |  |       |  |  | Leonardo Beltramo della Rovere |  |  |           |  |
| Raffaello della Rovere |   |                   |                   |  |  |       |  |  | Leonardo Beltramo della Rovere |  |  |           |  |
|                        |   | Luchina Monleone  | Giovanni Monleone |  |  |       |  |  |                                |  |  |           |  |
|                        |   | Luchina Monleone  | Giovanni Monleone |  |  |       |  |  |                                |  |  |           |  |
|                        |   | Luchina Monleone  | Caterina Cipolla  |  |  |       |  |  |                                |  |  |           |  |
| Papa Giulio II         |   | Luchina Monleone  |                   |  |  |       |  |  |                                |  |  |           |  |
|                        |   | Giovanni Manirolo | …                 |  |  |       |  |  |                                |  |  |           |  |
|                        |   | Giovanni Manirolo | …                 |  |  |       |  |  |                                |  |  |           |  |
|                        |   | Giovanni Manirolo | …                 |  |  |       |  |  |                                |  |  |           |  |
| Teodora Manirolo       |   | Giovanni Manirolo |                   |  |  |       |  |  |                                |  |  |           |  |
|                        |   | …                 | …                 |  |  |       |  |  |                                |  |  |           |  |
|                        |   | …                 | …                 |  |  |       |  |  |                                |  |  |           |  |
|                        |   | …                 | …                 |  |  |       |  |  |                                |  |  |           |  |
| Felice della Rovere    |   | …                 |                   |  |  |       |  |  |                                |  |  |           |  |
|                        | … | …                 |                   |  |  |       |  |  |                                |  |  |           |  |
|                        | … | …                 |                   |  |  |       |  |  |                                |  |  |           |  |
|                        | … | …                 |                   |  |  |       |  |  |                                |  |  |           |  |
| …                      | … |                   |                   |  |  |       |  |  |                                |  |  |           |  |
|                        |   | …                 | …                 |  |  |       |  |  |                                |  |  |           |  |
|                        |   | …                 | …                 |  |  |       |  |  |                                |  |  |           |  |
|                        |   | …                 | …                 |  |  |       |  |  |                                |  |  |           |  |
| Lucrezia Normanni      |   | …                 |                   |  |  |       |  |  |                                |  |  |           |  |
|                        |   | …                 | …                 |  |  |       |  |  |                                |  |  |           |  |
|                        |   | …                 | …                 |  |  |       |  |  |                                |  |  |           |  |
|                        |   | …                 | …                 |  |  |       |  |  |                                |  |  |           |  |
| …                      |   | …                 |                   |  |  |       |  |  |                                |  |  |           |  |
|                        |   | …                 | …                 |  |  |       |  |  |                                |  |  |           |  |
|                        |   | …                 | …                 |  |  |       |  |  |                                |  |  |           |  |
|                        |   | …                 | …                 |  |  |       |  |  |                                |  |  |           |  |
|                        |   | …                 |                   |  |  |       |  |  |                                |  |  |           |  |